# Lípa velkolistá

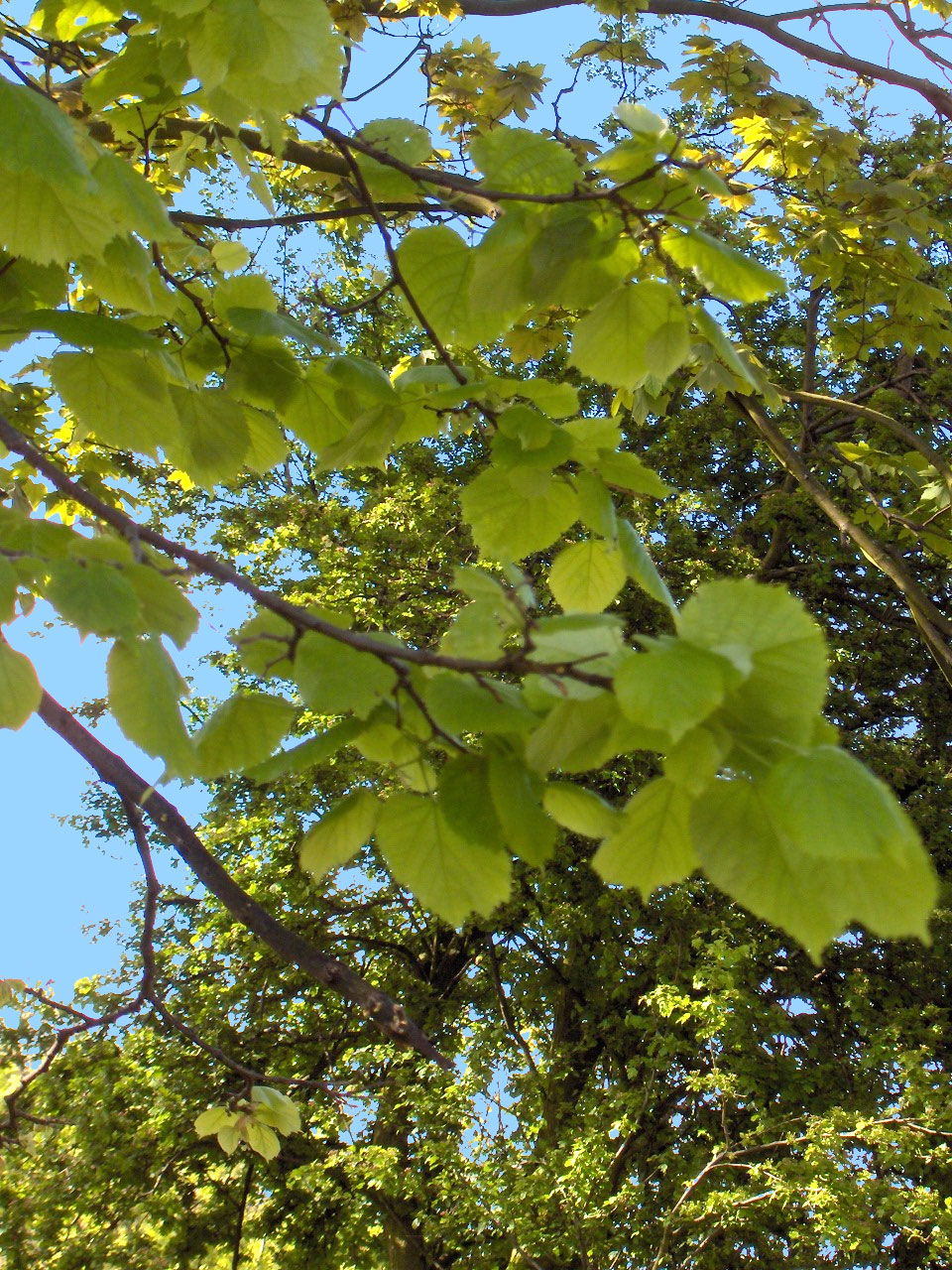
Detail větve

Lípa velkolistá (Tilia platyphyllos), česky též  lípa širolistá, je statný strom dosahující výšky přes 25 m, za určitých podmínek však může růst též jako keř. Hodně se podobá lípě malolisté, se kterou se často kříží. Čisté jedince lze rozeznat podle barvy chmýří v úhlech žilek – u lípy malolisté je rezavé, u lípy velkolisté bělavé. Kříženec se nazývá lípa obecná (Tilia × vulgaris, syn. Tilia europaea) a může vypadat různě. Obecně lze říci, že lípa velkolistá má větší květy i plody než malolistá. Zralý oříšek na rozdíl od plodu lípy malolisté nelze v prstech zmáčknout, je mnohem více dřevnatý a žebernatý.

## Rozšíření
Lípa velkolistá roste přirozeně v západní, střední a jihovýchodní Evropě, izolovaně v jižním Švédsku, na Kavkaze a v Malé Asii. V České republice ji můžeme vidět zejména v listnatých lesích od nížin až do nižších horských poloh. Je to typický druh suťových lesů (sv. Tilio-Acerion), vzácně jako příměs bučin.

## Význam
Pokud jde o její užití, platí v podstatě totéž, co u lípy malolisté. Lípy patří k typickým středoevropským dřevinám, které jsou i jako dřevina užitková stále ještě žádány. Lipové dřevo je velmi světlé a měkké. Hodí se proto zejména pro práce řezbářské nebo modelářské. Lipové lýko je vysloveně houževnaté a pevné a před zavedením umělých hmot bylo s oblibou používáno jako pletivo. Kvetoucí lípy jsou jako pastva včel velmi cenné - med z lipových květů je velice žádaný. Lipový květ patří také k nejznámějším domácím léčebným prostředkům. Čaj z lipového květu se užívá jako prostředek proti nachlazení, často v kombinaci s medem. Sbírají se kompletní květenství. Musí se sušit ve stínu bez dalšího přísunu tepla.

## Poddruhy
Lípa velkolistá je velmi proměnlivý druh, proto je rozlišováno několik poddruhů.
- Tilia platyphyllos subsp. cordifolia (Besser) C. K. Schneider, 1909 (lípa velkolistá srdcolistá)
- Tilia platyphyllos subsp. platyphyllos (lípa velkolistá pravá)
- Tilia platyphyllos subsp. pseudorubra C. K. Schneider, 1909 (lípa velkolistá červenavá)

## Památné a významné lípy velkolisté

### Stromy
Lípy velkolisté patří k dlouhověkým stromům. Nejstarším žijící na českém území jsou: Klokočovská lípa (1000 let), Bzenecká lípa (700–900 let), Kamenická lípa (700–1000 let), Tisíciletá lípa v Kotli (350–1100 let), Běleňská lípa (800–900 let), Sudslavická lípa (600–1100 let), Husova lípa (600–1050 let), Cisterciácká lípa (přes 700 let), Vejdova lípa (550–950 let), Tisíciletá lípa ve Staré Lysé (500-1000 let), Mladějovická lípa (350–1000 let), Tatobitská lípa (500–800 let, Tilia platyphyllos x euchlora) a Praskoleská lípa (500–800 let). Odhady věku se zpravidla velmi různí, u některých stromů mohou být vyšší odhady věku nadsazené.
Obvodem kmene nejmohutnější žijící lípy velkolisté v České republice jsou: Vejdova lípa (1305 cm, 2009), Sudslavická lípa (1190 cm, 2010), Lukasova lípa (1160 cm, 2009), Opatovická lípa (995 cm, 2010, kmen není celistvý), Hadí královna (975 cm, 2009), Tatobitská lípa (956 cm, 2009), Dolní Popovská lípa (956 cm, 2004, kmen rozdělen vedví), Janovská lípa (955 cm, 2006), Husova lípa (952 cm, 2010). Rozměry se v průběhu času mění, některé lípy přirůstají, u jiných se kmeny rozpadají.
Nejvyššího doloženého obvodu dosahovala lípa velkolistá v Bzenci – 1400 cm před rozpadem kmene na počátku 20. století. Obvodu 1250 cm dosahovala Běleňská lípa do poškození bleskem roku 1951. 1010 cm měla i Lhotecká lípa (dnes 600 cm).
- dále viz kategorie památných lip velkolistých

### Aleje
- Alej ke sv. Anně
- Alej u minerálního pramene
- Alej vzdechů
- Kilometrovka
- Stromořadí na Šibenici
- Trhanovská alej
- Lipové stromořadí Na Hrádku
- Lipové stromořadí v Tišnově